# C18 (Namibië)
De C18 is een secundaire weg in het oosten van Namibië. De weg loopt van Gibeon naar Gochas. In Gibeon sluit de weg aan op de B1 naar Windhoek en Kaapstad.
De C18 is 110 kilometer lang en loopt door de regio Hardap.